# شمارش معکوس (مجموعه تلویزیونی اسپانیایی)
شمارش معکوس (اسپانیایی: Cuenta atrás‎) یک مجموعه تلویزیونی دلهره‌آور، پلیسی و اکشن است که در سال ۲۰۰۷ منتشر شد.

## گزیدهٔ بازیگران
- دنی مارتین[۱]
- باربارا لنی
- الکس گونزالس
- ترسا اورتادو د اری
- خوزه آنخل اگیدو
- فلیکس کوبرو